# Ussa
Ussa es una localidad del estado de Taraba, en Nigeria, con una población estimada en marzo de 2016 de 121 500 habitantes.
Se encuentra ubicada al este del país, cerca del río Benue (afluente del río Níger) y de la frontera con Camerún.